# 江苏文化
江苏文化历史悠久、底蕴深厚，兼具南北色彩，具有多元性、交融性、互补性的特点。江苏是中国南北文化交流融汇的重要地区，历史上经历四次南北文化大交流：永嘉之乱与晋室南迁、唐代安史之乱、两宋之交靖康之变、明初迁民云南与移民“填实京师”。周边地区文化对江苏文化产生重要影响，主要有：越文化影响——吴越同族，齐鲁文化影响——史前徐淮和齐鲁同属一个文化系统，徽州文化影响——徽商对维扬地区商业文化影响很大。

## 地域文化
江苏在地域文化上有“吴韵汉风”之说，经历文化重心从汉唐以前的江淮地区到唐宋以后的江南地区的转移。
- 苏州，无锡，常州地区属于吴文化；
- 南京属金陵文化；
- 扬州，镇江（除丹阳），泰州，盐城，淮安，南通，连云港南部，宿迁（除市区）属江淮文化；
- 徐州，宿迁，连云港北部二县则属北方中原文化地区。

## 方言
江苏省主要的方言分别是：
- 江淮官话，分布于南京（除溧水南部、高淳）、扬州、淮安、盐城、镇江（除丹阳）、泰州（除靖江）、南通（除启东、海门）、连云港（除赣榆）、宿迁（除市区）等江苏省大部分地区.
- 吴语，主要分布在以苏州、无锡、常州为核心的东南部地区;
- 中原官话，分布于西北部的徐州全市、宿迁市区;
- 胶辽官话，仅存在于东北角的连云港市赣榆区;

需要说明的是：
- 南通市区，丹阳市（隶属镇江市）东部地区、常州市金坛区西部属于吴淮混合方言；
- 此外，苏南部分地区形成客籍方言岛，如闽南语、河南话等。

## 饮食
由于地域文化的差别，江苏菜系众多，各地风味差别很大，最著名的有淮扬菜、金陵菜、苏帮菜、徐海菜，其中淮扬菜是江苏菜系的代表。此外江苏风味独特的各地小吃亦驰名中外，如南京小吃、苏州小吃、扬州小吃。
- 淮扬菜流行于淮安、扬州、镇江三地，并覆盖泰州、盐城、南通等地区，为中国四大菜系之一，以清淡、营养、美味、美观深受海内外食客喜爱，至今许多国宴仍以淮扬菜为主角，在刀工、选料、造型、火候上要求格外严谨。
- 金陵菜又称京苏菜或京苏大菜，指以南京为中心，一直延伸到江西九江的地方风味。金陵菜起源于先秦，隋唐已负盛名，至明清成流派。金陵菜原料多以水产为主，注重鲜活，刀功精细，善用炖、焖 、烤、煨等烹调方法，口味平和，鲜香酥嫩。
- 苏帮菜则流行于名城苏州等，以用料上乘、鲜甜可口、讲究火候、浓油赤酱为特色，是江南传统主流菜系之一。
- 徐海菜是自江苏省徐州向东沿陇海铁路至连云港一带地方风味菜。

## 戏剧
江苏的传统戏剧有昆剧，淮剧，锡剧，苏剧，揚剧。

## 绘画
江南地区的绘画很大程度上塑造了传统的中国形象，江苏也是优秀诗书画艺术作品的高产地，中国书法和绘画先驱顾恺之便生于江苏。而江南各画派，尤以山水闻名，如五代之巨然，元季之倪瓒、黄公望，有明之王绂、夏昶等，均为山水大家，又如近现代的徐悲鸿、刘海粟、吕凤子、吴冠中、方召麐等，可说江苏书画史几乎构成了一部浓缩的中国书画史。

### 金陵画派
金陵画派是明末清初活跃于南京地区的艺术流派，以龚贤为首。据画史载，一般公认者有龚贤、樊圻、蔡泽、高岑、邹喆、吴宏、叶欣、谢荪、胡慥、陈卓等人。多以江南山水为表现内容。其作大多雄伟而秀丽，很具江南山水特色。

### 京江画派
京江画派是清代中晚期活跃于镇江的一个画家群体，画派成员大都是镇江本地人，多以本地自然山水为描绘对象，是当时江南画坛的一支新生力量。代表人物是张夕奄、顾鹤庆、潘恭寿、潘思牧、周镐等人，这一流派的主要人物如潘恭寿，张崯，均师从吴门沈周、文征明。他们能取别派中的优秀技法特别是对龚贤的笔墨技法"积墨"、"烘染"等。张夕奄和顾鹤庆是"京江画派"的创始人。

### 吴门画派
吴门画派是明代绘画的一种地方风格，由沈周、文征明创立，与浙派（院画风格）相对，作为文人画的代表，在清代为四王所继承，成为中国画的主流，影响深远。代表画家有董其昌、陈继儒、李日华等，其中文征明与唐寅、祝枝山、徐祯卿又有吴门四才子之说。

### 扬州八怪
清代乾隆年间活跃于扬州画坛的革新派画家的总称，代表画家有金农、郑燮、黄慎、李鳝、李方膺、汪士慎、罗聘、高翔等，思想、品格、学问、才情都很高，以画花卉草木为主，有诗书画三绝之说，与正统画风迥然不同。